# George Mateljan
George Mateljan je osnivač i vlasnik vodeće kompanije zdrave hrane u SAD, Health Valley Foods. 
Nakon 30 godina uspješnog poslovanja prodao je kompaniju i preselio se na Havaje, gdje je osnovao Fondaciju George Mateljan koja financira nezavisna znanstvena istraživanja o utjecaju hrane na ljudsko zdravlje. Fondacija George Mateljan izdala je knjigu Najzdravije namirnice svijeta koja je prevedena i na hrvatski jezik.

## Vanjske poveznice
- The World's Healthiest Foods Web stranica  Arhivirana inačica izvorne stranice od 15. svibnja 2007. (Wayback Machine)
- Omega 3 supplements  Arhivirana inačica izvorne stranice od 4. ožujka 2014. (Wayback Machine)